# 久慈港
久慈港（くじこう）は岩手県久慈市にある港である。重要港湾。港湾管理者は岩手県。

## 概要

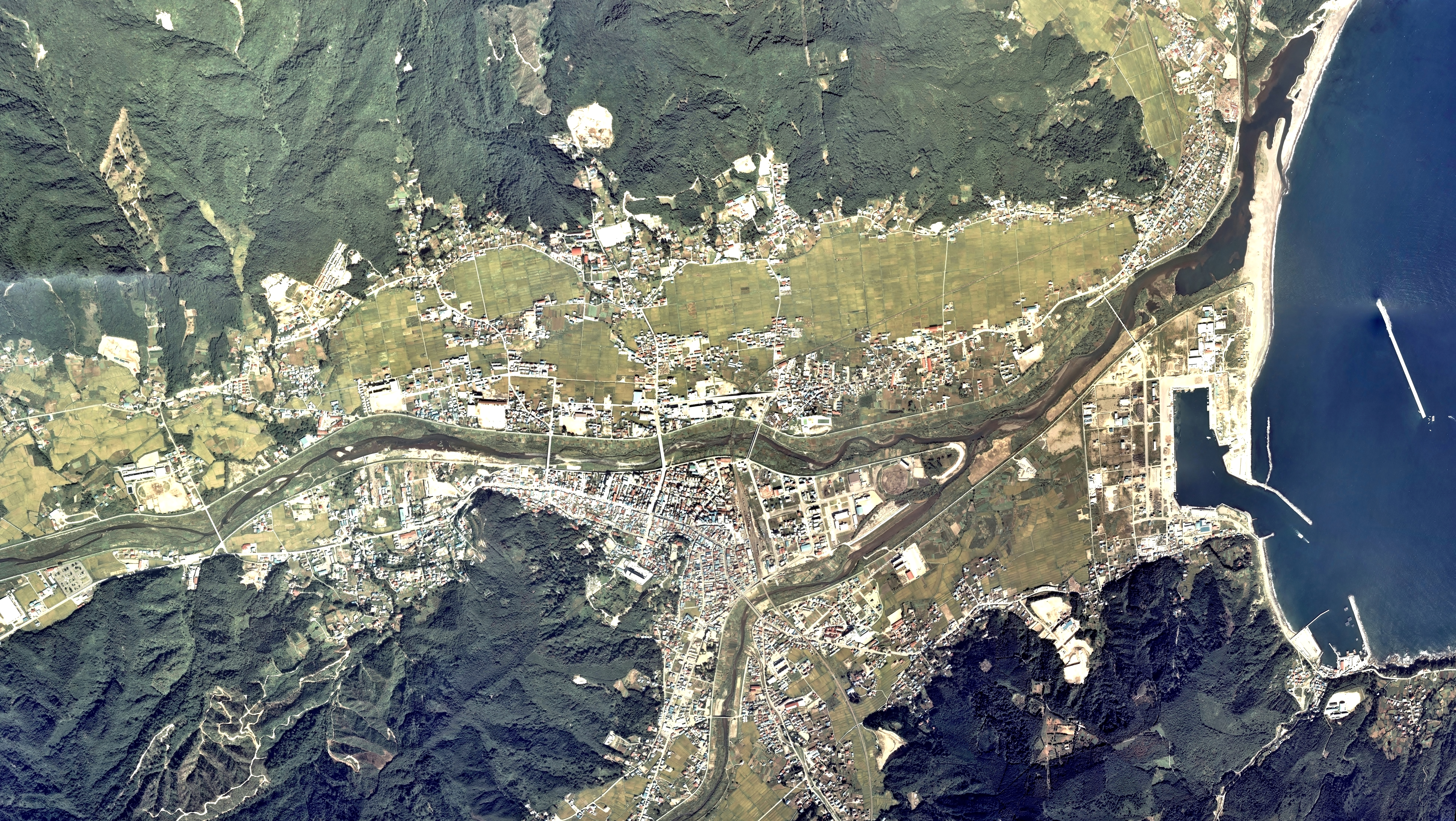
久慈港と久慈市中心部周辺の空中写真。1977年撮影の11枚を合成作成。
。

久慈湾の最奥部に位置する掘込式の港を中心とした港湾である。1922年（大正11年）に内務省指定港湾となり、終戦後の1951年（昭和26年）には避難港に指定された。また、付近の海域は漁場になっているため、湾内には漁港（久慈湊漁港など）も複数存在する。
「久慈港湾口地区防波堤工事」は、久慈湾の入り口に現在整備中である。
市は港の周辺に工業地区を設置。工業の発展を目指している。
諏訪下地区
久慈港の中心地区。
- 久慈港港務所（岩手県の出先管理所（現在職員は常駐はしていない））
- 久慈港出張所（国土交通省東北地方整備局釜石港湾事務所の現場事務所）

半崎地区
港北側に位置する。国家石油備蓄基地はここに所在。付近には石油備蓄基地の作業坑を活用して建設された、もぐらんぴあがある。
- 久慈国家石油備蓄基地（地下）
- もぐらんぴあ
- 北日本造船久慈工場（青森県八戸市にある北日本造船の船体ブロック工場）

## 沿革
- 1975年（昭和50年） - 重要港湾指定